# Мелеро, Мигель Анхель
Мигель Анхель Мелеро Фернандес де Кастро (исп. Miguel Ángel Melero Fernández de Castro; 1865, Гавана — 1887, Париж) — кубинский художник.
Сын и ученик Мигеля Мелеро, окончил Национальную академию художеств Сан-Алехандро в Гаване. Вместе с отцом участвовал в росписи гаванской Церкви Богоматери Милостивой (исп. Iglesia de Nuestra Señora de la Merced) и главной церкви Кладбища Христофора Колумба.
В 1885 году женился на художнице Эльвире Мартинес и вместе с ней уехал для продолжения образования в Париж. Занимался под руководством Франсиско Доминго Маркеса и Раймундо Мадрасо, затем поступил в мастерскую Леона Бонна. Умер от брюшного тифа.
Среди произведений Мелеро выделяется «Автопортрет» (1883).